# 비즈니스 점프
《비즈니스 점프》(ビジネスジャンプ 비지네스 잔푸[*])는 슈에이샤가 발행했던 만화 잡지이다. 1985년 7월 창간. 약칭은 BJ. 청년만화를 전문으로 하고 있다. 창간 당시에는 월간지였으나 월 2회로 바뀌어 2008년 3월까지는 매월 1일과 15일에 발행하였고, 2008년 4월부터는 매월 첫째주와 셋째주 수요일에 발행되고 있다. 20~30대의 샐러리맨을 주요 대상이었다.
2011년 10월 5일 발행한 21, 22 합병호를 끝으로 휴간에 들어갔다. 후속지는 월 2회 발행 잡지인 《그랜드 점프》와 월간지 《그랜드 점프 PREMIUM》는 본지와 같이 월 2회 발간 청년 만화잡지였던 《슈퍼 점프》와 병합 선상에서 신창간되었다.

## 같이 보기
- 주간 영 점프
- 주간 소년 점프